# 앙골라의 국장

앙골라의 국장

앙골라의 국장은 1975년에 제정되었으며 현재의 국장은 1990년에 제정되었다. 국장 가운데에는 칼과 괭이가 엇갈린 채로 놓여 있으며 칼과 괭이 위에는 별이, 아래에는 떠오르는 태양이 그려져 있다. 국장 왼쪽을 커피 덩굴과 목화 잎이, 오른쪽을 톱니바퀴가 감싸고 있으며 국장 아래에는 펼쳐져 있는 책과 금색 리본이 놓여 있다.
금색 리본에는 앙골라의 공식 명칭인 "앙골라 공화국"("República de Angola")이 포르투갈어로 쓰여 있다. 칼과 괭이는 자유를 위한 투쟁과 농민을, 별은 진보를, 떠오르는 태양은 새로운 시작을 의미하며, 톱니바퀴는 공업을, 커피 덩굴과 목화 잎은 커피와 목화 생산을, 펼쳐져 있는 책은 교육을 의미한다.

## 이전의 국장

포르투갈령 서아프리카의 문장 (1935년 5월 8일 ~ 1951년 6월 11일)
포르투갈령 서아프리카의 문장 (1951년 6월 11일 ~ 1975년 11월 11일)
포르투갈령 서아프리카의 소형 문장 (1935년 5월 8일 ~ 1975년 11월 11일)
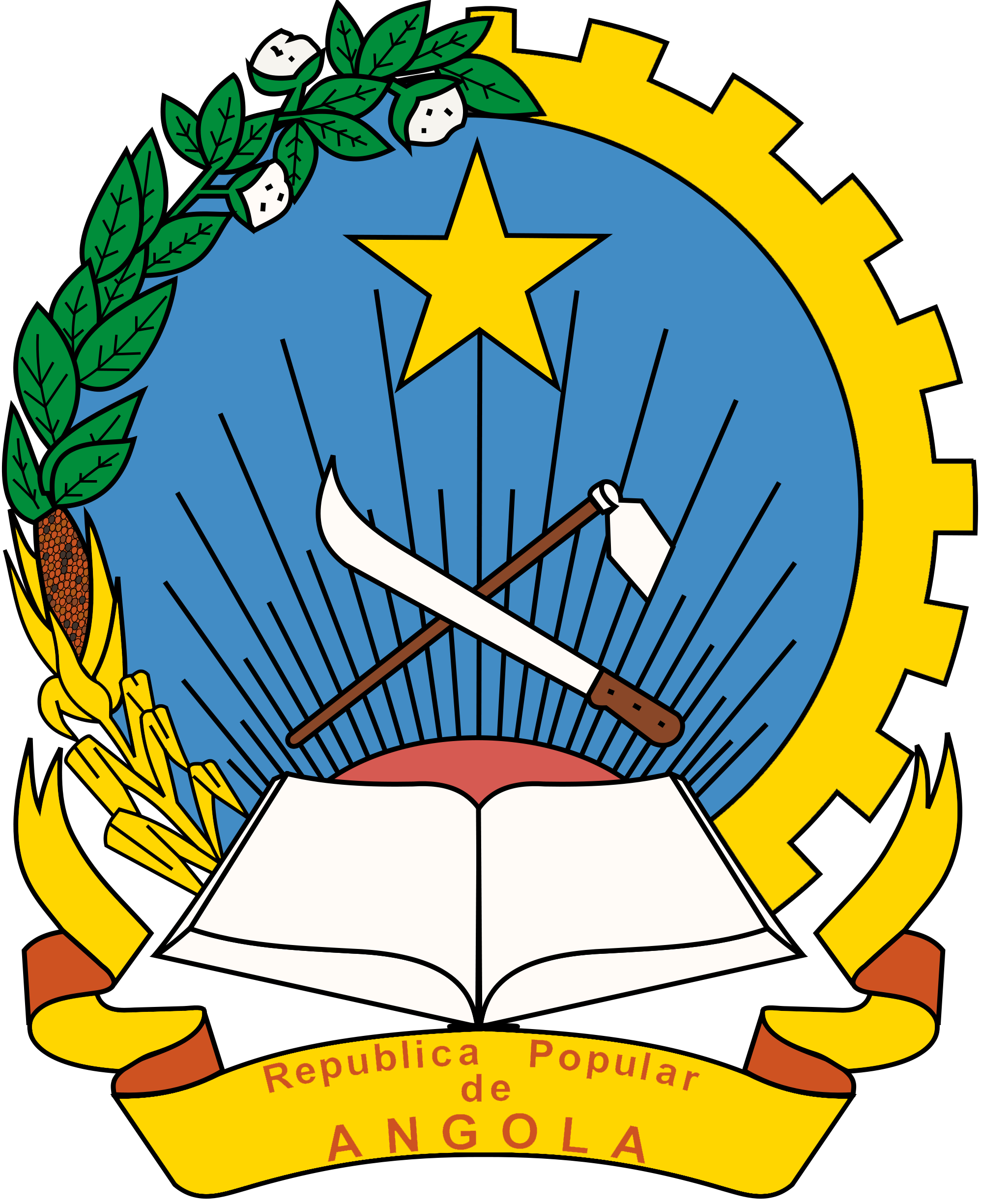
앙골라 인민공화국의 국장 (1975년 ~ 1992년)